# Teatro Gerolamo
Il Teatro Gerolamo è un teatro di Milano che ha riaperto al pubblico nel 2017 dopo un lungo restauro conservativo.

## Storia
Il Gerolamo fu costruito nel 1868 sulla sede di un precedente teatro dello stesso nome, derivato dalla celebre marionetta Gerolamo, durante il riassetto postunitario del centro di Milano. Il teatro, tutto di legno, aveva due ordini di palchi,  il loggione e la platea, per un totale di seicento posti. Era fondamentalmente il teatro delle marionette di Milano, ed inoltre la sala dove si esibivano le compagnie del teatro dialettale.
Dal 1911 la gestione venne affidata alla compagnia di Carlo Colla, esponente della famosa dinastia di marionettisti milanesi, che la terrà fino al 1957.
Nel 1958 la gestione passò al Piccolo Teatro di Milano, che utilizzò la piccola sala soprattutto per i recital di grandi attori e cantanti: Franca Valeri, Lilla Brignone, Tino Buazzelli, Jean-Louis Barrault, Laura Betti, Paolo Poli, Dario Fo e Franca Rame, Ornella Vanoni, Juliette Gréco, Domenico Modugno, Paola Borboni.
Nel 1962 andò in scena il recital Milanin Milanon, che riproponeva le canzoni milanesi tradizionali scelte da Roberto Leydi, insieme a poesie dei maggiori autori dialettali cittadini, il tutto per la regia di Filippo Crivelli. Interpreti dello spettacolo erano Milly, Tino Carraro, Enzo Jannacci, Sandra Mantovani e Anna Nogara. 
Dal 1960 la sala divenne anche la sede della Compagnia stabile del teatro milanese di Piero Mazzarella e Carlo Colombo e quindi tornò ad essere la sede principale del teatro dialettale meneghino. 
Dal 1978 al 1983 il teatro fu diretto da Umberto Simonetta, che ne fece una sala di teatro su Milano ma non in dialetto.
Fra gli spettacoli di maggior successo di questo periodo la commedia Mi voleva Strehler del 1978 con Maurizio Micheli. Il Gerolamo fu costretto a chiudere nel 1983 poiché era un teatro tutto di legno, e perciò incompatibile con la nuova normativa sulla sicurezza introdotta dopo l'incendio del Cinema Statuto di Torino.
Nel 2017 la riapertura dopo un lungo restauro. Oggi il Gerolamo ha 209 posti.